# ژاک ویلنوو
ژاک جوزِف چارلز ویلنوو (به انگلیسی: Jacques Joseph Charles Villeneuve) یک رانندهٔ مسابقات اتومبیل‌رانی کانادایی، و موسیقی‌دان آماتور است. پدرش ژیل ویلنوو راننده ماشین‌های فرمول یک بوده و هم‌نام عمویش (همچنین او هم راننده مسابقه است) می‌باشد. او در فصل ۱۹۹۷ رویای پدر فقیدش ژیل ویلنوو که قهرمانی در فرمول یک بود را به واقعیت تبدیل نمود و قهرمان جهان شد
او همچنین در فیلم راندن بازی کرده‌است.